# Clupeonella cultriventris
Clupeonella cultriventris és una espècie de peix pertanyent a la família dels clupeids.

## Descripció
- Pot arribar a fer 14,5 cm de llargària màxima (normalment, en fa 10).
- 13-21 radis tous a l'aleta dorsal i 12-23 a l'anal.
- Cap curt i ample.[6][7][8]

## Reproducció
Al mar d'Azov es reprodueix al començament de l'estiu i als trams inferiors dels rius (com ara, el Dnièper i el Dnièster) des del maig. Els ous són pelàgics.

## Alimentació
Menja zooplàncton i crustacis (com ara, copèpodes i cladòcers).

## Depredadors
És depredat per Alosa kessleri (al territori de l'antiga URSS) i Percarina maeotica.

## Subespècies
- Clupeonella cultriventris cultriventris (Nordmann, 1840) -a la mar Negra i el mar d'Azov-.
- Clupeonella cultriventris caspia (Svetovidov, 1941) -a la mar Càspia-.[4][15][16]

## Hàbitat
És un peix d'aigua dolça, salabrosa i marina; pelàgic-nerític; anàdrom i de clima temperat (60°N-36°N, 27°E-56°E) que viu entre 10 i 13 m de fondària.

## Distribució geogràfica
Es troba al nord-oest de la mar Negra, el mar d'Azov, la mar Càspia i la major part de llurs afluents fins a 60 km aigües amunt. També és present al llac Palaeostomi (Bulgària), la badia de Feodosiya (Romania) i el llac Apolyont (Turquia).

## Longevitat
La seua esperança de vida és de cinc anys.

## Observacions
És inofensiu per als humans.